# Enoicyla reichenbachii
Enoicyla reichenbachii là một loài Trichoptera trong họ Limnephilidae. Chúng phân bố ở miền Cổ bắc.